# 이지원 (영화 감독)
이지원(1981년 2월 9일 ~ ) 은 대한민국의 영화 감독이다.
《번지 점프를 하다》 연출부로 영화 일을 시작해, 《주홍글씨》 스크립터, 《우아한 세계》 윤색을 거쳤다. 2007년 스릴러 단편 《그녀에게》로 데뷔했다. 2018년 아동 학대의 실제 사례를 보고 직접 시나리오를 쓰고 개봉하기까지 7년이 걸린 《미쓰백》으로 장편영화 감독으로 데뷔했다.

## 작품 활동
- 2001년 《번지 점프를 하다》 - 연출부
- 2004년 《주홍글씨》 - 스크립터
- 2006년 《우아한 세계》 - 시나리오 윤색
- 2007년 《판타스틱 자살소동》 - 시놉시스 개발[2]
- 2007년 《그녀에게》 - 감독
- 2017년 《미쓰백》 - 감독, 각본

## 수상 내역
- 2019년 제55회 백상예술대상 영화부문 신인감독상

초청
- 2007년 제11회 샌프란시스코 매드캣 국제 여성 영화제 초청 - 《그녀에게》
- 2008년 제6회 블라디보스톡 아시아태평양 국제 영화제 - 《그녀에게》
- 2008년 제14회 리옹 아시안 영화제 - 《그녀에게》[5]
- 제31회 도쿄 국제 영화제 아시안 퓨처 초청[6]